# همودیالیز

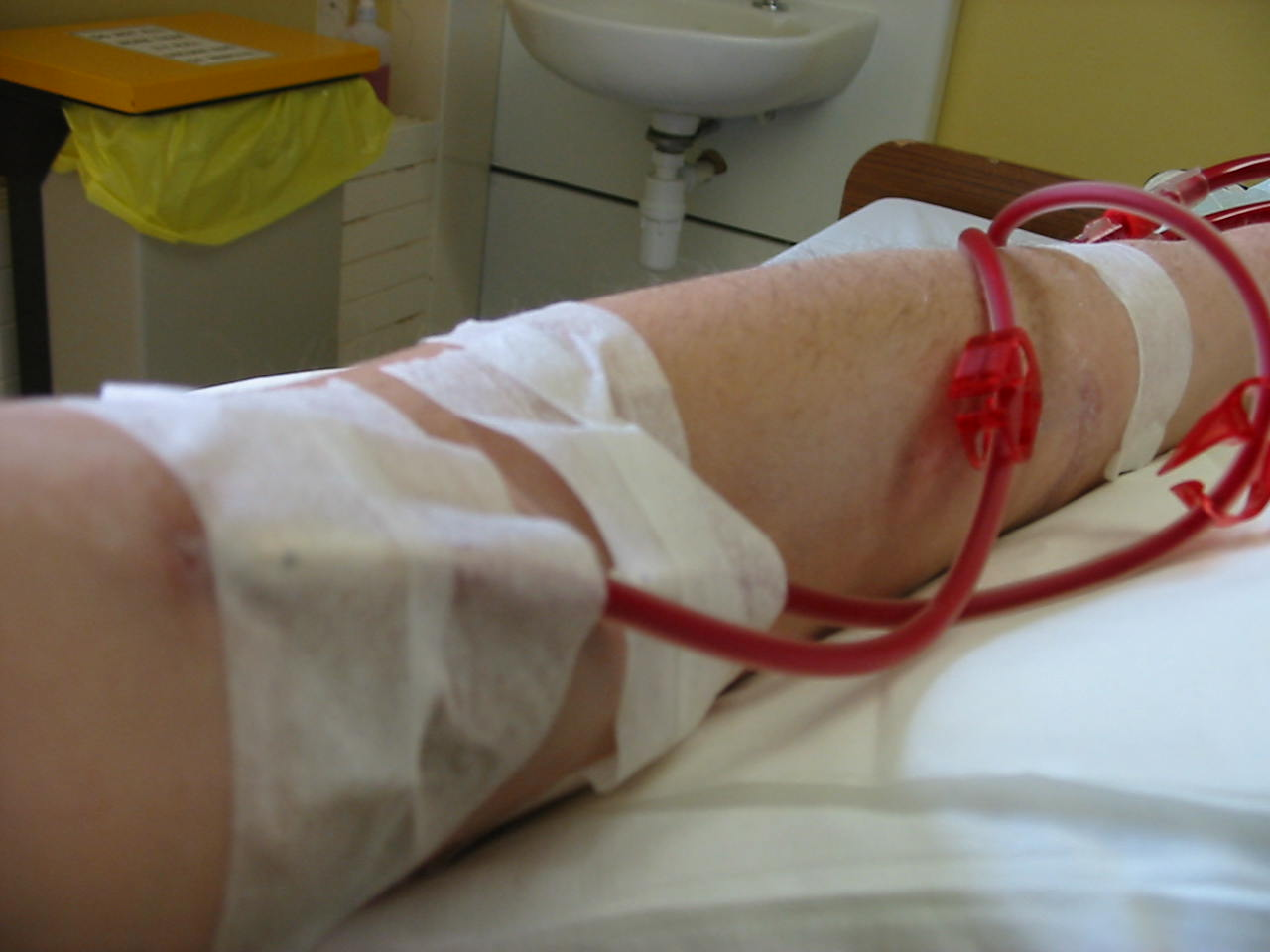
بازوی بیمار دیالیزی با رابطهای خونی فیستول

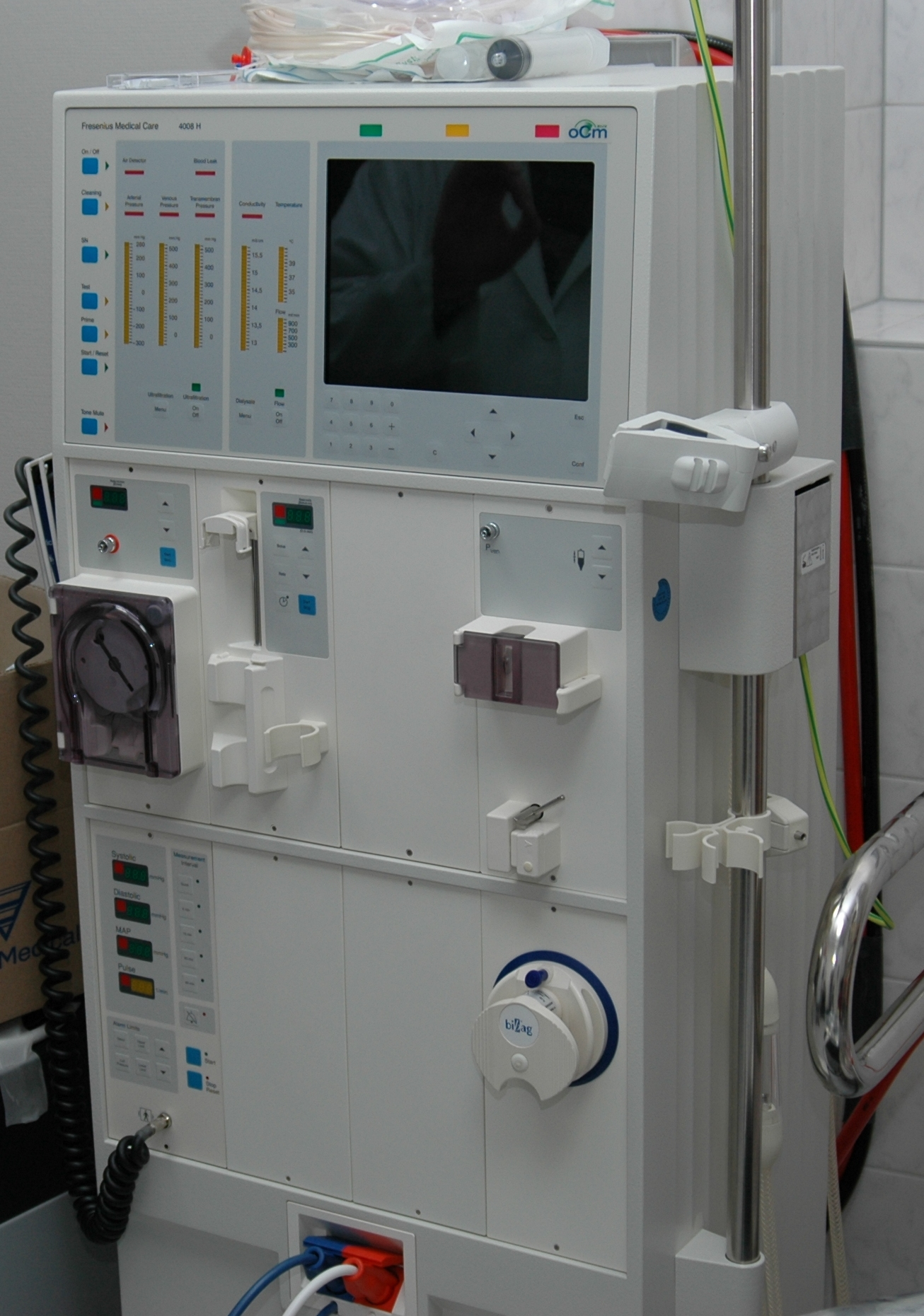
کلیه مصنوعی (ماشین دیالیز از نوع فِرِسِنیوس ۴۰۰۸)

خون‌تراکافت یا همودیالیز (به انگلیسی: Hemodialysis) در پزشکی، روشی برای پالایش خارج از بدن خون از مواد زائد و سمی مانند اوره و کراتینین و نیز کاهش آب اضافی و آزاد خون است درهنگامی‌که کلیه‌ها در وضعیت نارسایی یا مرگ سلولی قرار دارند. این روش شایع‌ترین روش درمان جایگزین کلیه در بیماران کلیوی است. در این روش خونی که از یک مسیر عروقی ثابت یا موقتی به‌دست می‌آید با سرعت ۳۰۰ میلی لیتر در دقیقه یا بیشتر به درون مویرگهایی که از غشاهای نیمه مصنوعی ساخته شده‌اند، پمپ می‌گردد. در سمت مقابل، مایع دیالیز که حاوی کلراید سدیم، بی‌کربنات و غلظتهای مختلفی از پتاسیم است، حرکت می‌کند.
انتشار از طریق غشا این امکان را فراهم می‌آورد که مواد دارای وزن مولکولی کم مثل اوره بر اساس شیب غلظت از سز حرکت کنند. به همین ترتیب بی‌کربنات به سمت پلاسما انتشار می‌یابد.
همودیالیز یکی از سه روش درمانی در عدم کارایی کلیه محسوب می‌شود. دو روش دیگر پیوند کلیه و دیالیز صفاقی هستند. همودیالیز یک روش درمانی در بخش ویژه دیالیز بیمارستان‌ها بوده و نیاز به کادر ویژه از جمله پرستار و تکنیسین مربوط می‌باشد.

## اصول کلی

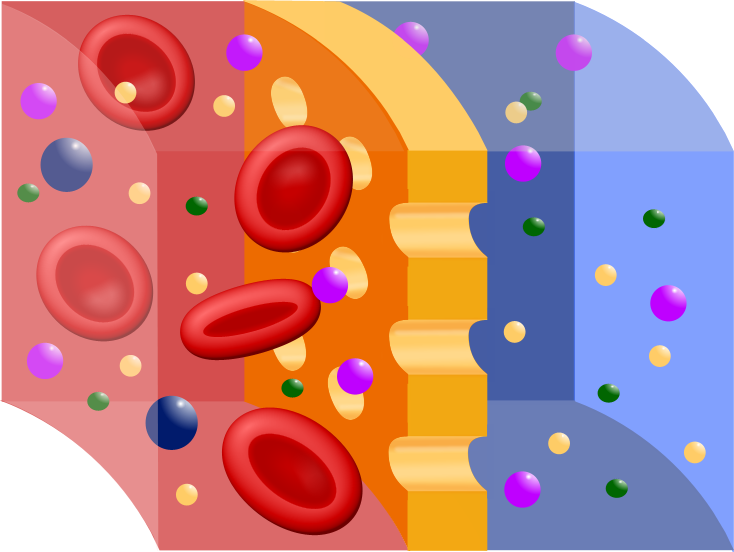
غشای نیمه‌تراوا

پایه و اصول همودیالیز مشابه سایر روش‌های دیالیز و بر مبنای فیزیکی انتشار از طریق غشای نیمه‌تراوا استوار است. اینجاست که بر اساس اصل فیزیک تبادل در زمان جریان متقابل، و هنگامی‌که جریان خون درون دیالیزر برعکس جریان آب گذرنده از روی فیلتر نیمه‌تراوا بوده و گرادیان غلظت به بیشیه (ماکسیمم) می‌رسد و کارایی فیلتر افزایش چشم‌گیر می‌یابد.
برای گرفتن آب آزاد و اضافی خون یعنی آبی که بیمار در طول روز نوشیده و به‌علت نارسایی در عملکرد کلیه، قادر به خروج از طریق ادرار نیست، از اصل فشار هیدرواستاتیک استفاده شده و از طریق فیلتر دیالیزر خارج می‌شود.
محلول‌های مورد استفاده در دیالیز ترکیباتی معدنی، استریل و یونیزه هستند. برای از دست نرفتن سدیم و کلر خون، به محلول دیالیز بیکربنات سدیم با گرادیان بالا افزوده می‌گردد.

## تاریخچه
در به‌وجود آمدن سیستم همودیالیز بسیاری نقش‌آفرین بوده‌اند. اصول ابتدایی این تلاش به توماس گراهام برمی‌گردد که پایه تبادل ملکولی از راه غشای نیمه‌تراوا را معرفی نمود. درحالی‌که کلیه مصنوعی اولین بار توسط جان ایبل و ترنر در سال ۱۹۱۳ اختراع شد. و اولین همودیالیز بر روی انسان در سال ۱۹۲۴ انجام گرفت. دکتر ویلم کولف در سال ۱۹۴۵ اولین دیالیز واقعی را بر روی زنی ۶۷ ساله که دچار کمای اورمیک شده بود انجام داده و پس از ۱۱ ساعت، بیمار هوشیاری خود را به‌دست آورد.

## تجویز همودیالیز
تجویز دیالیز برای بیمار توسط نفرولوژسیت (دانش‌آموخته کلیه و فشار خون) انجام می‌شود و نیز همان پزشک پارامترها و ویژگی‌ها و نوع دیالیز ازجمله تعداد نشست (جلسه) در هر هفته، نوع فیلتر دیالیزر و محلول‌های مورد استفاده را مشخص می‌سازد.

## عوارض جانبی
همودیالیز غالباً با جذب مایعات و آب بدن در پروسه اولترافیلتراسیون همراه است. با از دست رفتن بیش از حد مایعات یا سرعت بالای آب‌کشی از خون، عوارض جانبی همودیالیز نمود یافته که ازآن‌جمله می‌توان به افت فشارخون، خستگی و کوفتگی، کرامپ در ماهی‌چه پا و تهوع و سردرد اشاره نمود.
از دیگر عوارض ناخواسته می‌توان به راه یافتن عفونت به سیستم گردش خون از طریق کاتتر مرکزی و پیامد آن اندوکاردیت و استئومیلیت اشاره نمود. کاهش این خطر از طریق کنترل عفونی و مهارت پرستار در هنگام اتصال خط جریان خون و پانسمان پایانی پس از اتمام همودیالیز قابل پیشگیری خواهد بود.
از دیگر خطرات همراه با فرایند همودیالیز می‌توان به آلرژی به هپارین که پر مصرف‌ترین داروی ضد انعقاد در این نوع درمان است اشاره نمود که توسط پزشک با نوع دیگری از ضدانعقادها جای‌گزین می‌گردد.
خطر نادر اما جدی دیگر سندروم بار اول نام دارد که به محض تماس خون بیمار با اجزای ماشین دیالیز یا مواد استریل‌کننده آن در بار اول، ممکن است موجب واکنش آنافیلاکتیک شود و پرسنل همودیالیز در اولین نشست بیمار باید به دقت تنفس و واکنش‌های بیمار را مانیتورینگ نمایند. در سال ۲۰۰۸ میلادی یک سری واکنش آنافیلاکتیک ناشی از هپارین همراه با مرگ در سراسر جهان گزارش شد.
عارضه دراز مدت در همودیالیز شامل آملوئیدوز، نوروپاتی و شکل‌های گوناگون بیماری‌های قلبی از جمله بزرگی قلب را شامل می‌گردد.

## روش‌های دسترسی به جریان خون
در همودیالیز، سه روش اصلی برای دسترسی به خون وجود دارد. کاتتر سیاهرگ، فیستول آرتریوونوس و نیز گرافت از نوع سینتتیک که بنابه شرایط بیمار و وضعیت رگ‌های آن و نوع نارسایی کلیه انتخاب خواهد شد.
تمامی سه روش یاد شده برای اجرا نیاز به مداخله پزشکی از نوع جراحی دارند.

### کاتتر
دسترسی از راه کاتتر که به نام سی‌وی‌سی نیز شناخته می‌شود شامل دو لوله باریک پلاستیک است که بیشتر درون یک سیاه‌رگ بزرگ مانند ورید باب قرار می‌گیرد که برای رسیدن به این سیاه‌رگ یک مسیر کناری همچون سیاه‌رگ گردنی جوگولار انتخاب می‌شود. جریان جاری شونده در کاتتر سیاه‌رگ مرکزی بسیار کمتر از جریان خون از روش فیستول و گرافت است.
کاتتر مرکزی سی‌وی‌سی به دو نوع تونل شده و غیر تونل شده اجرا می‌شود.
در کاتتر سیاه‌رگ مرکزی غیر تونل (با مدت زمان استفاده تا ۱۰ روز) محل ورود کاتتر در ناحیه ورود آن به درون سیاه‌رگ است، یعنی ورود کاتتر به پوست بلافاصله با ورود به درون سیاه‌رگ ادامه می‌یابد.
در نوع تونل کاتتر طول بیشتری داشته و پس از ورود به زیر پوست، مسیری را تا رسیدن به سیاه‌رگ هدف، به صورت زیرپوستی ادامه می‌دهد؛ مثلاً در کاتتری که وارد جوگولار گردنی می‌شود، مسیر خروج از زیر پوست بر دیواره سینه قرار دارد و کاتتر از سینه تا گردن را در زیر پوست طی می‌کند. این روش برای کاتترهای با نیاز دراز مدت (از چند هفته تا چند ماه) نصب شده و طولانی بودن مسیر آن تا ورود بدرون سیاه‌رگ یک راه پیشگیری از عفونت‌های آتی می‌باشد.
جدا از مشکل عفونت، استنوز و تنگی سیاه‌رگ از دیگر مشکلات در به‌کارگیری کاتتر مرکزی است. ازآنجاکه کاتتر برای بدن یک جسم خارجی است، در دراز مدت باعث تنگی و گرفتگی رگ شده و بیمار نیاز به روش‌های آلترناتیو خواهد داشت.

### فیستول شریانی‌وریدی

فیستول بین رادیو و سفال.

فیستول شریانی‌وریدی نوعی آناستوموزی و پیوند فیستولی بین یک سرخ‌رگ و یک سیاه‌رگ است که باعث بالا رفتن جریان خون درون سیاه‌رگ شده و در فرایند همودیالیز خون بیشتری را بدون عبور از موی‌رگ برای عبور از ماشین دیالیز فراهم می‌کند.
در فیستول می‌توان با لمس ورید (مانند گرفتن نبض رادیال) ضربان شریانی را به راحتی احساس نمود که در پزشکی به آن تریل گفته می‌شود و نیز توسط استتوسکوپ (گوشی پزشکی) صدای خون را شنید که در پزشکی برآن بروت نام می‌نهند. در ایجاد فیستول بر روی ساعد، بیش‌تر ورید سفال را به شریان رادیو یا شریان براکیال، آناستوموز می‌کنند. پس از جراحی و ایجاد فیستول باید چند هفته صبر نمود تا به اصطلاح فیستول بالغ و آماده استفاده شود.
درکل فیستول خطر کمتری در عفونت‌زایی دارد و بهترین روش موجود در همودیالیز محسوب می‌گردد. اما مشکلات ویژه خود را نیز دارد. در فیستول به‌علت عبور نکردن کامل خون از مویرگ‌ها یا به اصطلاح سندروم خون دزدی، در اندام دارای فیستول ممکن است سردی انگشتان و دردهای ناشی از کرامپ ایجاد گردد. از دیگر عوارض فیستول در دراز مدت ایجاد آنئوریزم است. دیواره سیاه‌رگ ضعیف بوده و مانند دیواره سرخ‌رگ الاستیک نیست و پس از مدتی در سیاهرگ حالت باد شدن و برآمدگی پدید می‌آید. از دیگر پی‌آمدهای فیستول، از بین رفتن دیواره سیاهرگ به دلیل سوراخ شدن پی در پی و توسط سوزن است هرچند پرستار دیالیز می‌تواند از تکنیک‌هایی مانند جابجایی مداوم و با تناوب گردشی و دایره وار نقطه ورود سوزن بدرون پوست و سیاهرگ را تغییر داده و بدین طریق فرصت بیشتری به دیواره سیاهرگ برای ترمیم و بهبودی بدهد. تکنیک دیگر در نگهداری فیستول اینست که پرستار برای قرار دادن سوزن درون سیاهرگ، فقط از یک نقطه استفاده کند و بدین طریق باقی دیواره رگ دست نخورده باقی می‌ماند. این تکنیک بخاطر نگرانی پرستار از پاره شدن رگ (متعاقب آن اعزام اورژانسی بیمار به اتاق عمل) کمتر استفاده می‌گردد.

### گرافت شریانی‌وریدی

گرافت شریانی‌وریدی.

گرافت همانند فیستول و با همان اصول اجرایی تعریف می‌شود اما به جای آناستوموزی و بخیه کردن دو دیواره سرخ‌رگ و سیاهرگ به هم، از یک گرافت سینتتیک استفاده می‌شود. جنس غالب گرافت‌ها از پلیتترافلورواتیلن می‌باشد و برخلاف فیستول می‌تواند با درازای مختلف و مورد نیاز پزشک استفاده شود اما به دلیل وجود یک جسم خارجی درون بافت بدن، خطر بیشتری از نظر ایجاد عفونت به‌همراه دارد.
پژوهش‌ها و نیز تجربه کلینیکال نشان می‌دهد که در بین روش‌های مرسوم و عنوان شده، روش فیستول شریانی‌وریدی بهترین روش ممکن است.

## انواع همودیالیز
سه گونه همودیالیز شامل همودیالیز سنتی، همودیالیز روزانه و همودیالیز شبانه می‌باشد.

### همودیالیز سنتی
همودیالیز معمولی یا سنتی حدود سه بار در هفته و هربار ۳ الی ۴ ساعت انجام شده و در طول آن خون بیمار توسط لوله پلاستیکی با سرعتی حدود ۲۰۰ الی ۴۰۰ میلی‌لیتر در دقیقه (توسط سوزن با قطر ۱۶ یا ۱۷ گاوج) از رگ خارج شده و توسط ماشین دیالیز (کلیه مصنوعی) بدرون دیالیزر یا فیلتر پمپ می‌شود و پس از تکمیل روند پاک‌سازی و تعدیل املاح، توسط سوزن یا پورت دیگر بدرون رگ بیمار بازگردانده می‌شود.
در طول همودیالیز فشار خون بیمار باید مدام مانیتورینگ شده و در صورت افت فشار یا هرنوع نشانه هیپوولمی (کاهش حجم خون) مانند تهوع باید کمی حجم خون تعدیل گردد.

### همودیالیز روزانه
نوع کم استرس همودیالیز، روزانه نام دارد که توسط بیمار درون خانه انجام می‌شود ولی مدت زمان آن کوتاه و بسامد آن شش روز در هفته می‌باشد.

### همودیالیز شبانه
همودیالیز شبانه از روشی همانند همودیالیز سنتی استفاده می‌کند و بیمار تا حدودی بسامد مشابه به آن یعنی سه شب در هفته به ماشین وصل می‌شود. اما فرایند پالایش در شب و در خانه و هنگامی انجام می‌شود که بیمار در خواب است.

## مزایا و معایب

### برتری
- نرخ پایین مرگ و میر
- کنترل بهتر فشار خون و کرامپ شکمی
- رژیم‌های غذایی ساده‌تر
- اثر کلیرانس بهتر و مشکلات کمتر[۱۳]

### زیان‌ها
- وابستگی به سیستم و عدم توانایی بیمار برای انجام هرگونه سفر
- نیاز به تجهیزات با کیفیت بالا و نیز مصرف شدید آب
- اتکا به تجهیزات دقیق همچون کلیه مصنوعی یا ماشین همودیالیز
- نیاز به پرسنل دانش‌آموخته و دارای دانش کافی از سیستم
- صرف زمان طولانی در هر نشست (جلسه) برای سرهم‌بندی (مونتاژ) و آماده‌سازی ماشین‌ها

## ابزار همودیالیز

### دیالیزر
پالاینده، صافی یا فیلتر دیالیزر جعبه یا لوله‌ای است که دارای چهار دریچه‌است. دو دریچه در تماس با خون و دو دریچه در تماس با محلول است. این دو قسمت توسط غشای نیم تراوا از هم جدا می‌شوند. جنس غشاها از سلولز یا سلولز مصنوعی است.

## غشا و شستشو
بیماران در هر جلسه در معرض ۱۲۰ لیتر آب قرار می‌گیرند. همه مواد با وزن مولکولی کوچک موجود در آب قابلیت دسترسی به جریان خون بیمار را دارند، درست مثل زمانی می‌ماند که این مواد از طریق وریدی به بدن بیمار وارد شوند. به همین دلیل خالص کردن آب مصرفی در دیالیز که کنترل شده باشد از اهمیت زیادی برخوردار است.

### محلول دیالیز
محلول دیالیز شامل سدیم، پتاسیم، منیزیم، کلر، استات، بی‌کربنات و دکستروز است. PH این محلول حدود ۷٫۳ الی ۷٫۱ است.

### ماشین دیالیز
ماشین‌های مدرن دیالیز شامل پمپ خون، سیستم انتقال محلول دیالیز و نمایشگرهای ایمنی مناسب هستند.

شماتیک همودیالیز

## مراقبت‌های پرستاری
طبق استاندارد مؤسسه نفرولوژی کانادا (CANNT) پرستار نفرولوژی باید وظایف تخصصی زیر را انجام دهد
- دسترسی به رگ‌های خونی: ارزیابی و آماده‌سازی فیستول و گرافت پیش و پس از هر شیفت همودیالیز شامل کنترل سلامت و کارایی فیستول یا گرافت و نیز کاتترها و ارزیابی مشکلات احتمالی در طول همودیالیز. بازآموزی روندهمودیالیز و ضدعفونی مسیر خون‌گیری و کنترل تمامی نشانه‌ها و سمپتوم‌های موجود.
- بسندگی همودیالیز: ارزیابی کارایی روند همودیالیز و بازآموزی نکات مختلف در رابطه با وضعیت بدنی و پوزیتسیون بیمار در طول پروسه همودیالیز با هدف بالا بردن کیفیت همودیالیز در هر نشست.
- کنترل و دارورسانی: کنترل و ارزیابی سر تا پای بیمار در طول همودیالیز برای پیش‌گیری و تحلیل مشکلات و عوارض موجود و توزیع داروهای مربوط به هر همودیالیز از جمله ضد انعقاد و کنترل دقیق تندی و نرخ کاهش وزن هر بیمار طبق استاندارد و تجویز انجام شده توسط پزشک.